# 장철구평양상업대학
장철구평양상업대학(張鐵久平壤商業大學)은 평양직할시 평천구역에 위치한 조선민주주의인민공화국의 대학이다. 요리,상업,피복,관광 등 서비스업 부문의 전문기술자를 양성을 목표로 1970년 9월 18일에 평양상업학원의 이름으로 설치되었다.
급양학부, 피복학부, 경리학부, 관광학부 등의 학부가 설치되어 있다.
2004년 대학내에 요리과정을 운영하는 상업학원과 평양식료요리전문학교를 통합하여 산하에 중앙요리학원을 설치하고, 각 도에 요리학원을 설치하였다.